# Valley of the Dinosaurs
O Vale dos Dinossauros (em inglês: Valley of Dinosaurs) foi um desenho animado da Hanna-Barbera, produzido por seus estúdios localizados na Austrália, com um total de 16 episódios.
Estreou juntamente com a série de televisão "O Elo Perdido", da NBC, e foi ao ar, originalmente, entre 7 de setembro de 1974 e 4 de setembro de 1976, retratando a história de duas famílias — uma moderna e sofisticada, e a outra, formada por habitantes das cavernas, cheios de superstições —, em um lar pré-histórico.

## Enredo
Durante uma expedição arqueológica em meio ao Rio Amazonas, a família Butler atravessa um cânion desconhecido, indo parar no meio de um turbilhão que os arrasta por uma caverna subterrânea e os lança em um continuum de tempo primitivo, que leva a um mundo perdido, na Idade da Pedra.
Presos em uma terra onde os dinossauros ainda vagam, John, um professor de ciências do ensino médio, e sua esposa Kim, seus filhos, Katie e Greg e seu cachorro de estimação, Digger, acabam por se deparar com uma família primitiva. Habitantes das cavernas, vestidos com peles, eles são Gorok e sua esposa, Gara, e seus filhos Tana e Lok, que tinham um estegossauro de estimação chamado Glomb.
As duas famílias passam a lutar juntas pela sobrevivência em um ambiente que se mostra ameaçador, enfrentando perigos  que vão desde répteis ancestrais ameaçadores, até catástrofes naturais. No último episódio, entende-se que eles fogem do vale com um planador, porém isto não é mostrado no desenho.

## Aspecto educacional
De acordo com a Hanna-Barbera e a rede de televisão americana CBS, "O Vale dos Dinossauros" tinha como objetivo a exploração de "uma variedade de princípios científicos e de suas aplicações". A série se concentrava na relação entre os Butler e seus colegas homens das cavernas, sendo que os "modernos" estendiam os benefícios de seu conhecimento científico aos "primitivos" — não sem antes aprenderem a superar suas próprias atitudes condescendentes, e a tratar os homens das cavernas com dignidade e respeito.
As histórias foram entrelaçadas com diversos aspectos educacionais. À medida em que a família Butler conhece os neandertais, Gorok, sua esposa Gara, e sua família os ajudam a se estabelecer naquele mundo, enquanto a família moderna ajuda na resolução de problemas práticos do cotidiano, como as necessidades mútuas de obter água, comida e as conveniências de um abrigo confortável, introduzindo tecnologias modernas, como a roda e veleiros. A construção destas ferramentas é responsável pelas lições educacionais sobre ciências e sobre a maquinaria que leva às descobertas, da mesma forma que "O Elo Perdido" explorava a linguística e as comunicações, ao criar uma linguagem específica para a produção.
Embora "O Vale dos Dinossauros" contasse com o aspecto educacional, a Hanna-Barbera não teve quaisquer reservas em ressuscitar a ideia de "Os Flintstones", mostrando humanos coexistindo com dinossauros. A empresa contornou essa imprecisão histórica ao nunca deixar claro se a família Butler realmente voltou no tempo ao passar pelo turbilhão no Rio Amazonas, ou se simplesmente foi parar em um mundo de fantasia paralelo.

## Recepção
"O Vale dos Dinossauros" teve um desempenho apenas mediano para uma obra de ficção científica pré-histórica, apesar de os professores de ciências e seus alunos ficarem mais do que surpresos ao verem homens e dinossauros vivendo na mesma época. Conceitualmente, o desenho animado deveria ter sido um sucesso, ao retratar John Butler e sua família sendo transportados para um mundo pré-histórico anacrônico depois de sofrer um inesperado acidente no Rio Amazonas.
Infelizmente, naquela mesma temporada de 1974, a rede NBC e os Irmãos Krofft estrearam "O Elo Perdido", série que apresentava praticamente a mesma premissa, exceto pelo fato de o protagonista ser viúvo, e o caminho para o mundo pré-histórico se localizar em algum ponto do Grand Canyon, no Rio Colorado. A programação de "O Vale dos Dinossauros", além de coincidir com "O Elo Perdido", coincidia com "Devlin", exibido logo antes de "Korg e o Mundo Misterioso", levando a série de sucesso da NBC a ofuscar ou derrotar diretamente três séries da Hanna-Barbera.

## Episódios[8]
1. O fruto proibido (Forbidden Fruit)
2. O que há lá em cima? (What Goes Up)
3. A tartaruga (A Turned Turtle)
4. Nuvem de fumaça (Smoke Screen)
5. O vulcão (The Volcano)
6. O Pteranodon (Pteranodon)
7. Os garotos com dentes de sabre (The Sabertooth Kids)
8. Depois do choque (After Shock)
9. Elevador improvisado (Top Cave Please)
10. SOS (S.O.S.)
11. Fogo! (Fire)
12. Chuva de meteoros (Rain Of Meteors)
13. O voo do papagaio (To Fly A Kite)
14. Teste de voo (Test Flight)
15. A grande dor de dente (The Big Toothache)
16. A tocha (Torch)

## Vozes
| Personagem   | Dublador           |
| ------------ | ------------------ |
| John Butler  | Mike Road          |
| Kim Butler   | Shannon Farnon     |
| Katie Butler | Margene Fudenna    |
| Greg Butler  | Jackie Earle Haley |
| Gorak        | Alan Oppenheimer   |
| Gera         | Joan Gardner       |
| Tana         | Melanie Baker      |
| Lock         | Steacy Bertheau    |